# 小行星4776
小行星4776，又称为鹿邑星，是由哈佛大学在1975年11月3日发现的主带小行星。
小行星4776以河南省鹿邑县命名。因为鹿邑是道教学派的始祖老子的家乡，而且也是哈佛大学的美籍华裔天文学家、长期进行小行星研究工作的邵正元的家乡，鹿邑也是邵正元儿子的名字。